# Albristhore
Albristhore är en bergstopp i Schweiz. Den ligger i distriktet Obersimmental-Saanen och kantonen Bern, i den sydvästra delen av landet, 50 km söder om huvudstaden Bern. Toppen på Albristhore är 2 762 meter över havet.